# Donatyre
Donatyre est une localité de la commune suisse d'Avenches dans le canton de Vaud, située non loin du lac de Morat.

## Histoire
La première mention de la commune apparaît en 1228 sous le nom de Donnatieri. Plus tard, l'on rencontre l'appellation Domna Thecla (1343), Dompna Thecla alias Donatiere (1453), Donnatyre (1584) et Donatire (1849). Le nom du lieu renvoie à la martyre Sainte Thècle (Domina Thecla) à qui une chapelle romane, inscrite comme bien culturel suisse d'importance nationale est dédiée,.

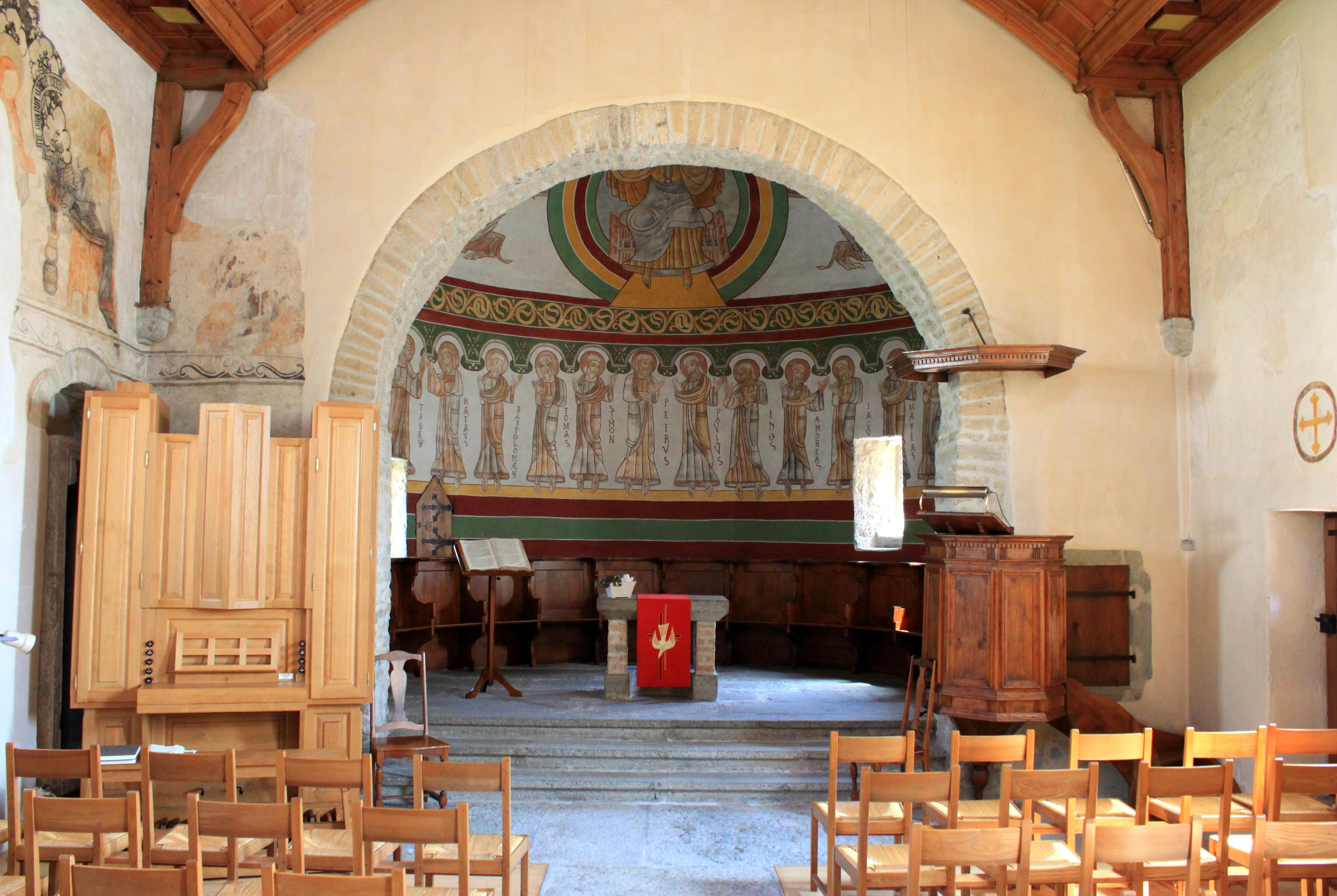
La chapelle romane Sainte-Thècle.

Le village de Donatyre fut très probablement construit à l'endroit où s'élevait la porte nord de l'enceinte romaine d'Avenches, qui traverse le village de part en part. Tout au  long du Moyen Âge, Donatyre appartient à l'évêque de Lausanne ; la noblesse d'Avenches possédant également des biens sur la commune. Durant l'occupation bernoise du pays de Vaud en 1536, le village passe sous la juridiction de la commune d'Avenches. Puis, à la disparition de l'Ancien régime en 1798, Donatyre est rattachée brièvement, pendant la République helvétique, au canton de Fribourg. L'Acte de Médiation de 1803 rendit le village, ainsi que l'ensemble du district d'Avenches, au canton de Vaud, formant ainsi une enclave dans le canton de Fribourg.

## Commune
Le 1er juillet 2006, la commune de Donatyre fusionne avec la commune d'Avenches, à la suite de l'acceptation du projet par les habitants des deux communes le 5 juin 2005. 